# Міхаель Віттман
Міхаель Віттман (нім. Michael Wittmann, рідше зустрічається написання Віттманн або Вітманн 22 квітня 1914, Фогельталь — 8 серпня 1944, між Сенто та Сент-Еньян-де-Краменій) — німецький офіцер Ваффен-СС, СС-гауптштурмфюрер, танкіст-ас Другої світової війни. Один зі 160 кавалерів Лицарського хреста з Дубовим листям та мечами (1944).

Брав участь в операціях проти Польщі, Франції, Греції. В ході вторгнення в СРСР командував взводом штурмових гармат, брав участь у битві у на Курській дузі. 13 листопада 1943 року за один день знищив 20 танків Т-34, за 13 січня 1944 року — знищив 19 танків і 3 САУ СУ-76.

Особливо прославився в знаменитому бою при Віллер-Бокаж 13 червня 1944 року, коли командуючи ротою «Тигрів» 101-го важкого танкового батальйону Ваффен-СС, завдав поразки британській 7-ї бронетанкової дивізії. За підсумками цього бою екіпаж Віттмана знищив до 11 танків, 1-2 протитанкові гармати та кілька бронетранспортерів.

Один з найуспішніших танкових асів Другої світової війни — загалом за всю бойову діяльність знищив приблизно 138 танків і САУ. При цьому усі його перемоги підтверджені німецьким командуванням — проте їх не визнають радянські історики через фантастичну успішність його екіпажу (для порівняння: українець Дмитро Лавриненко, найкращий радянський ас, знищив 52 танки).

Був відомий під прізвиськом Чорний барон (нім. Schwarze Baron).

## Біографія
Народився 22 квітня 1914 року в Баварії в селянській родині Йоганна і Урсули Віттманів.
З 1934 року служив у вермахті, в листопаді 1935 йому було присвоєно звання єфрейтор. З 1 листопада 1936 року — у військах Ваффен-СС, особистий номер — 311623.
Брав участь в операціях проти Польщі, Франції, Греції. В ході вторгнення в СРСР командував взводом штурмових гармат, брав участь у битві у на Курській дузі; за один день 13 листопада 1943 знищив 20 танків Т-34. За один день 13 січня 1944 знищив 19 танків і 3 САУ СУ-76.
14 січня 1944 року Міхаель Віттман був нагороджений Лицарським хрестом Залізного хреста. З презентацією до нагородження виступив командир дивізії СС-оберфюрер Теодор Віш, який висунув його до нагороди Лицарським хрестом Залізного хреста з дубовими листям. 
30 січня Віттман був нагороджений Дубовим листям за знищення 117 танків, що зробило його 380-м кавалером німецьких збройних сил, удостоєних цієї вищої нагороди. Особисто отримав нагороду від Адольфа Гітлера у «Вовчому лігвищі», штаб-квартира Гітлера в Растенбурзі (сучасна назва Кентшин, Польща), 2 лютого 1944 р.

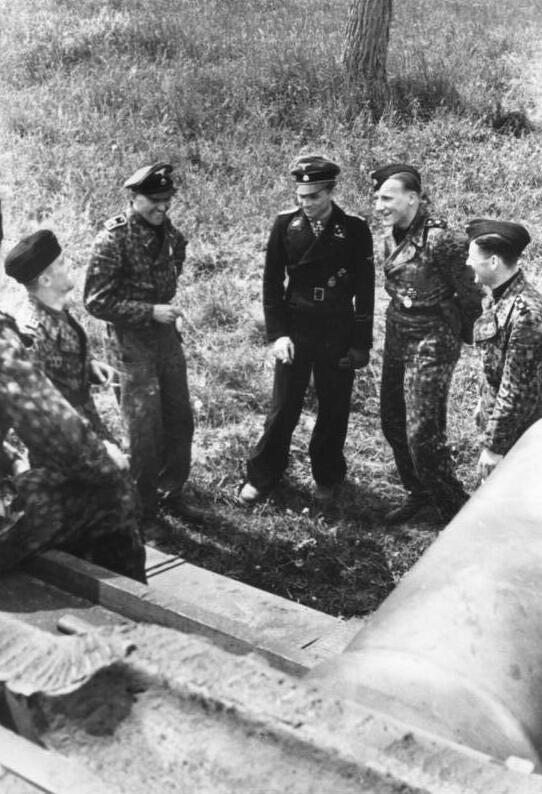
Міхаель Віттман зі своїм екіпажем на півночі Франції (травень 1944)

З весни 1944 року — в Нормандії. Тут Віттман прославився в знаменитому бою при Віллер-Бокаж 13 червня 1944, де яскраво проявилося як майстерність танкового аса Віттмана, так і перевага важкого танка «Тигр» в бронюванні та озброєнні над машинами союзників. Командуючи ротою «Тигрів» 101-го важкого танкового батальйону Ваффен-СС, раптово атакував колону бронетехніки противника, спільними діями за 15 хвилин танки батальйону знищили кілька танків, 2 протитанкові гармати і близько 15 бронетранспортерів противника зі складу ескадрону розвідки британської 7-ї бронетанкової дивізії англійців, так званих «пустельних щурів», які доставили чимало клопоту Роммелю і прославилися ще в Африці. В ході подальшого бою до того як його танк був підбитий, діючи окремо від роти, вивів з ладу ще кілька танків. За підсумками бою екіпаж Віттмана знищив до 11 танків, 1-2 протитанкові гармати та кілька бронетранспортерів. Через дії Віттмана британцям не вдалося утримати висоту 213, хоча в наступній фазі бою німці і понесли суттєві втрати.

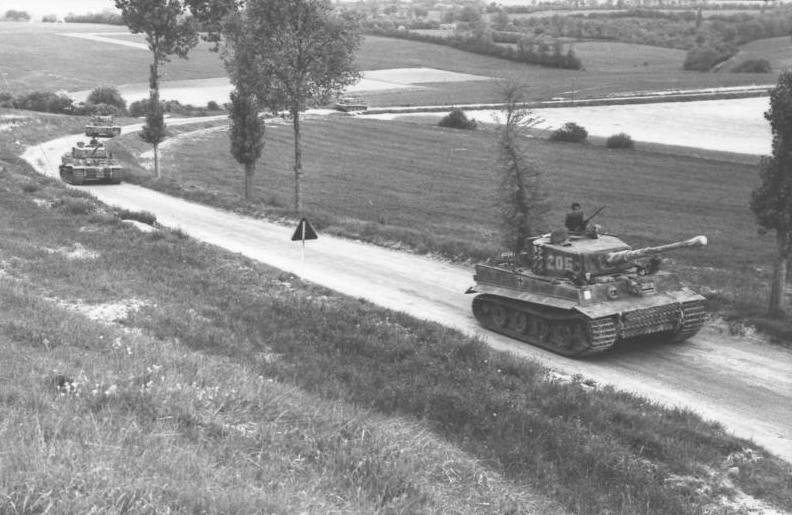
Німецька колона на чолі з танком М. Віттмана у Франції (07.06. 1944)

Командир 2-ї роти 101-го важкого танкового батальйону Ваффен-СС (на той момент знаходився в підпорядкуванні 1-ї танкової дивізії СС «Лейбштандарт СС Адольф Гітлер») Міхаель Віттман загинув 8 серпня 1944 року між населеними пунктами Сент-Еньян-де-Краменій і Сенто в околицях Кана під час проведення союзними військами операції «Тоталайз».

## Нащадки
На сьогоднішній день ми знаємо тільки одного нащадка Міхаеля Віттмана, а саме українця - Іллю Вєтманна (змінив прізвище на "Ласточкін" згідно свого бажання, щоб не отримувати негатив в свою сторону). Проживає правнук німецького офіцера в Сумській області, місто Буринь[джерело?].

## Звання
- Єфрейтор (1 листопада 1935)
- Манн СС (1 квітня 1937)
- Штурмманн СС (9-11 листопада 1937)
- Унтершарфюрер СС (20 квітня 1939)
- Обершарфюрер СС (9 листопада 1941)
- Унтерштурмфюрер СС (21 грудня 1942)
- Оберштурмфюрер СС (30 січня 1944)
- Гауптштурмфюрер СС (22 червня 1944)

## Нагороди
- Медаль «У пам'ять 13 березня 1938 року»
- Медаль «У пам'ять 1 жовтня 1938»
- Медаль «За вислугу років у СС» 4-го ступеня (4 роки)
- Кільце «Мертва голова»
- Почесна шпага рейхсфюрера СС
- Залізний хрест
  - 2-го класу (12 липня 1941)
  - 1-го класу (8 вересня 1941)
- Нагрудний знак «За поранення» в чорному (20 серпня 1941)
- Нагрудний знак «За танкову атаку»
  - в сріблі (21 листопада 1941)
  - в золоті
- Медаль «За зимову кампанію на Сході 1941/42» (серпень 1942)
- Орден «За хоробрість» 4-го ступеня, 2-й клас (Болгарія)
- Відзначений у Вермахтберіхт (13 січня 1944)
- Лицарський хрест Залізного хреста з дубовим листям і мечами
  - лицарський хрест (14 січня 1944)
  - дубове листя (№ 380; 30 січня 1944)
  - мечі (№ 71; 22 червня 1944)